# Överstbyn
Överstbyn är en bebyggelse i Bodens kommun, belägen i Råneå socken vid Råneälven mellan Överstbyträsk och Fällviken. Korpforsen rinner genom utkanten av byn. 
SCB räknade Överstbyn som en småort vid avgränsningen år 2005 och orten uppgavs då ha 51 invånare. År 2010 var befolkningen färre än 50 personer och området räknades inte längre som småort men vid avgränsningen 2023 klassades bebyggelsen åter som en småort.

## Historia
I byns norra del finns lämningar från en 3500 år gammal boplats. 
Fyra fortfarande bebodda bosättningar stammar från 1645. 
Viktigaste källan till inkomst på 1600-1700 talen kom från tjäran. Lämningar från olika tjärdalar finns runt orten. 
Överstbyn, eller Rörträsk som det kallades tillsammans med Gunnarsbyn och Rörån, ingick i skatteskrivningen från 1543. År 1870 bröts det väg mellan Råneå och Överstbyn.

### Befolkningsutveckling
| Befolkningsutvecklingen i Överstbyn 1995–2023 | Befolkningsutvecklingen i Överstbyn 1995–2023 | Befolkningsutvecklingen i Överstbyn 1995–2023 | Befolkningsutvecklingen i Överstbyn 1995–2023 | Befolkningsutvecklingen i Överstbyn 1995–2023 |
| --------------------------------------------- | --------------------------------------------- | --------------------------------------------- | --------------------------------------------- | --------------------------------------------- |
|                                               |                                               |                                               |                                               |                                               |
| År                                            |                                               |                                               | Folkmängd                                     | Areal (ha)                                    |
| 1995                                          | 1995                                          |                                               | 59                                            | 25#                                           |
| 2000                                          | 2000                                          |                                               | 57                                            | 25#                                           |
| 2005                                          | 2005                                          |                                               | 57                                            | 26#                                           |
| 2023                                          | 2023                                          |                                               | 55                                            | 41                                            |
| Anm.: Ej småort 2010. # Som småort.           |                                               |                                               |                                               |                                               |